# NGC 947
NGC 947 ist eine Balken-Spiralgalaxie vom Hubble-Typ SABc im Sternbild Walfisch nördlich der Ekliptik. Sie ist schätzungsweise 220 Millionen Lichtjahre von der Milchstraße entfernt und hat einen Durchmesser von etwa 135.000 Lj.
Das Objekt wurde am 10. November 1835 John Herschel entdeckt.